# Đại học Cha
Đại học Cha là một trường đại học tư thục ở Pocheon và Pangyo, Seongnam, Gyeonggi-do, Hàn Quốc. Trường được thành lập trên cơ sở ba triết lý: Kitô giáo, chủ nghĩa nhân văn và giới học thuật.

## Lịch sử
Đại học CHA được thành lập vào năm 1997 bởi Tiến sĩ Kwang-Yul Cha, một nhà khoa học nổi tiếng thế giới về y học sinh sản và là người sáng lập nên Trung tâm Y tế Presbyterian Hollywood tại Los Angeles.

## Đặc trưng
Như một nỗ lực để tuyển dụng sinh viên có sức cạnh tranh, Đại học Cha đã quyết định cung cấp học bổng học tập toàn phần khi nhập học cho phần lớn sinh viên, và đã trở nên phổ biến rộng rãi đối với sinh viên tốt nghiệp đại học dự bị y khoa. Mặc dù không có hệ thống xếp hạng đáng tin cậy cho các trường y ở Hàn Quốc nhưng Đại học Cha là trường có điểm MEET cao nhất trong cả nước vào năm 2006, tương đương với MCAT ở Hoa Kỳ, mặc dù có lịch sử khá ngắn. Sinh viên tốt nghiệp của trường cũng có tỷ lệ đậu cao nhất trong Kỳ thi Cấp bằng Y tế Hàn Quốc (KMLE).

## Trường cao đẳng
- Trường Cao đẳng Khoa học Đời sống
- Trường Cao đẳng Khoa học Sức khỏe
- Trường Cao đẳng Điều dưỡng
- Trường Cao đẳng Dược
- Trường Cao đẳng Khoa học Xã hội Tích hợp

## Trường sau đại học
- Trường Y
- Khoa Khoa học Y sinh[4]
- Khoa Khoa học Y tế
- Khoa Điều dưỡng
- Khoa Dược
- Trường Cao học Y học Tích hợp
- Trường Cao học Công nghiệp Y tế
- Trường Cao học Dược lâm sàng
- Trường Cao học Y học Thể thao
- Trường Cao học Trị liệu Nghệ thuật
- Trường Cao học Tâm lý Tư vấn Lâm sàng
- Trường Kinh doanh CHA: MBA